# Скад (компания)
Литейно-механический завод «СКАД» — российская компания по производству литых алюминиевых дисков под торговыми марками SKAD, K&K, iFree, Wheels Up, Premium Series, RE:Style Replica Wheels. Завод «СКАД» имеет полный технологический цикл производства: от проектирования и приготовления жидкого расплава, до окраски, упаковки и отгрузки готовой продукции.  
Новейшее программное обеспечение позволяет проводить тесты и испытания еще проектируемых колес, позволяя выявить изъяны на стадии предпроизводства.  
Является единственным предприятием России, производящим термоупрочненные диски из алюминиевых сплавов. 

## История
Согласно данным ЕГРЮЛ, компания ЛМЗ «СКАД» была основана в 2002 году. С апреля 2017 года контрольная доля в компании была выкуплена АО «Русский алюминий».
В 2020 году под эгидой РУСАЛ объединились заводы, выпускающие лучшие отечественные бренды литых дисков - K&K, iFree и SKAD. Этот масштабный центр по производству литых колесных дисков в России стал носить название «СКАД».

## Деятельность

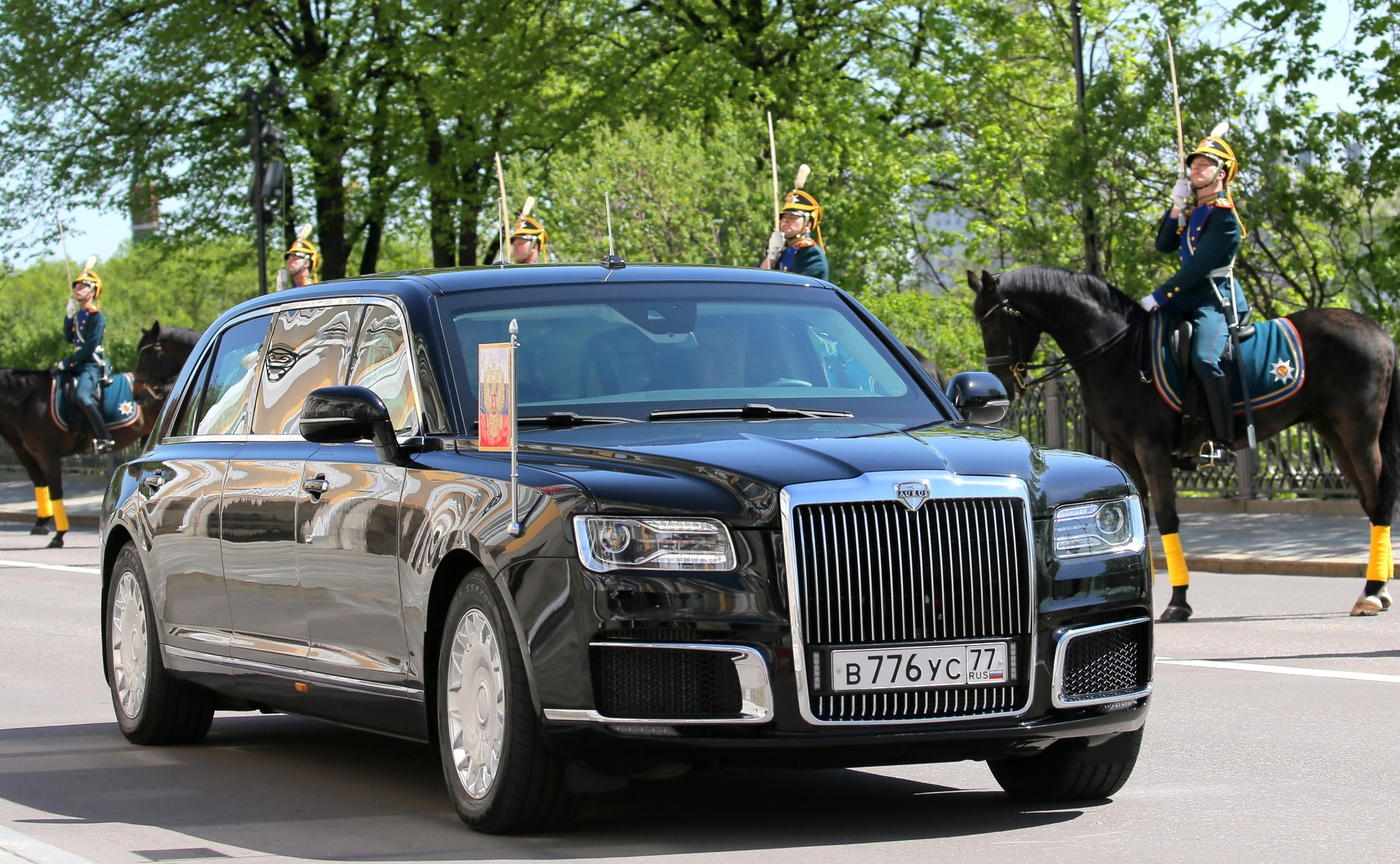
Как заявляет компания, на лимузине Президента России установлены 20-дюймовые колёсные легкосплавные диски производства дочерних компаний «Русского алюминия» — «СКАД» и «КиК».

Текущая[когда?] производственная мощность компании составляет более 3,5 млн дисков в год. По данным самого предприятия, его доля вместе с производителем колёсных дисков «КиК» (с декабря 2018 года также контролируется «Русским алюминием»), на рынке ЕАЭС по состоянию на июнь 2017 года составляла не менее 86 %. При этом Россия является крупнейшим авторынком ЕАЭС, на неё приходится до 80% продаж литых колесных дисков в союзе. После начала кризиса в России в 2014 году с рынка литых дисков России были практически полностью вытеснены крупнейшие мировые производители (Enkei, Alutec, Dezent, BBS), а компании «СКАД» и «КиК» стали ключевыми поставщиками. Аналитики компании «Финам» совместную долю этих заводов в 2018 году оценивали на уровне 55—60 %. Остальное — импорт, половина из которого из Китая.